# Campeonato Uruguayo de Primera División 1966
El Campeonato Uruguayo 1966 fue el 62° torneo de Primera División del fútbol uruguayo, correspondiente al año 1966. Contó con la participación de 10 equipos, los cuales se enfrentaron en sistema de todos contra todos a dos ruedas.
El campeón fue el Club Nacional de Football, quien clasificó a la Copa Libertadores 1967 junto al Club Atlético Peñarol, campeón de la Copa Libertadores 1966.

## Participantes

### Ascensos y descensos
| Equipo   | Ascendido como                      |
| -------- | ----------------------------------- |
| Defensor | Campeón de la Segunda División 1965 |

| Equipo | Descendido como           |
| ------ | ------------------------- |
| Colón  | 10° Primera División 1965 |

## Campeonato

### Tabla de posiciones
| Pos. | Equipo               | PJ | PG | PE | PP | GF | GC | Dif. | Pts. |
| ---- | -------------------- | -- | -- | -- | -- | -- | -- | ---- | ---- |
| 1º   | Nacional             | 18 | 11 | 6  | 1  | 28 | 6  | +22  | 28   |
| 2º   | Peñarol              | 18 | 10 | 6  | 2  | 31 | 11 | +20  | 26   |
| 3º   | Cerro                | 18 | 9  | 5  | 4  | 31 | 15 | +16  | 23   |
| 4º   | Danubio              | 18 | 8  | 6  | 4  | 24 | 15 | +9   | 22   |
| 5º   | Rampla Juniors       | 18 | 9  | 4  | 5  | 26 | 18 | +8   | 22   |
| 6º   | Sud América          | 18 | 4  | 6  | 8  | 15 | 30 | -15  | 14   |
| 7º   | Montevideo Wanderers | 18 | 5  | 3  | 10 | 18 | 29 | -11  | 13   |
| 8º   | Defensor             | 18 | 3  | 6  | 9  | 9  | 24 | -15  | 12   |
| 9º   | Fénix                | 18 | 3  | 4  | 11 | 15 | 30 | -15  | 10   |
| 10º  | Racing               | 18 | 4  | 2  | 12 | 23 | 42 | -19  | 10   |

|  | Campeón Uruguayo.             |
|  | Desciende a Segunda División. |

|                                             |
| Uruguay                                     |
| Campeón Uruguayo 1966 Nacional 27.mo título |

### Equipos clasificados

#### Copa Libertadores 1967
|   | Equipo   | Clasificación como             |
| - | -------- | ------------------------------ |
| 1 | Peñarol  | Campeón Copa Libertadores 1966 |
| 2 | Nacional | Campeón Primera División 1966  |

### Fixture
| Cerro                | 3–1 | Fénix          |
| Nacional             | 1–0 | Danubio        |
| Peñarol              | 2–0 | Defensor       |
| Sud América          | 2–1 | Racing         |
| Montevideo Wanderers | 2–1 | Rampla Juniors |

| Cerro                | 1–1 | Danubio     |
| Nacional             | 0–0 | Sud América |
| Racing               | 2–1 | Peñarol     |
| Rampla Juniors       | 2–1 | Fénix       |
| Montevideo Wanderers | 2–0 | Defensor    |

| Cerro          | 1–0 | Peñarol              |
| Danubio        | 2–0 | Defensor             |
| Nacional       | 4–0 | Fénix                |
| Rampla Juniors | 2–1 | Racing               |
| Sud América    | 1–1 | Montevideo Wanderers |

| Cerro    | 2–1 | Defensor             |
| Danubio  | 2–1 | Racing               |
| Fénix    | 2–0 | Sud América          |
| Nacional | 1–1 | Montevideo Wanderers |
| Peñarol  | 1–1 | Rampla Juniors       |

| Danubio              | 0–0 | Rampla Juniors |
| Defensor             | 1–1 | Sud América    |
| Fénix                | 0–0 | Peñarol        |
| Nacional             | 2–1 | Cerro          |
| Montevideo Wanderers | 3–1 | Racing         |

| Cerro    | 0–0 | Sud América          |
| Danubio  | 1–0 | Fénix                |
| Defensor | 1–1 | Racing               |
| Nacional | 2–0 | Rampla Juniors       |
| Peñarol  | 3–0 | Montevideo Wanderers |

| Fénix          | 2–1 | Montevideo Wanderers |
| Nacional       | 2–0 | Defensor             |
| Peñarol        | 1–0 | Danubio              |
| Racing         | 1–0 | Cerro                |
| Rampla Juniors | 3–1 | Sud América          |

| Danubio              | 2–0 | Sud América |
| Fénix                | 1–1 | Racing      |
| Peñarol              | 0–0 | Nacional    |
| Rampla Juniors       | 2–1 | Defensor    |
| Montevideo Wanderers | 2–1 | Cerro       |

| Cerro    | 0–0 | Rampla Juniors       |
| Danubio  | 3–1 | Montevideo Wanderers |
| Fénix    | 3–2 | Defensor             |
| Nacional | 3–0 | Racing               |
| Peñarol  | 3–0 | Sud América          |

| Cerro          | 1–0 | Fénix                |
| Danubio        | 1–0 | Nacional             |
| Peñarol        | 3–0 | Defensor             |
| Rampla Juniors | 1–0 | Montevideo Wanderers |
| Sud América    | 3–1 | Racing               |

| Cerro          | 1–1 | Danubio              |
| Defensor       | 1–0 | Montevideo Wanderers |
| Nacional       | 1–1 | Sud América          |
| Peñarol        | 4–3 | Racing               |
| Rampla Juniors | 2–1 | Fénix                |

| Cerro          | 1–1 | Peñarol              |
| Defensor       | 1–0 | Danubio              |
| Nacional       | 3–0 | Fénix                |
| Rampla Juniors | 3–0 | Racing               |
| Sud América    | 1–0 | Montevideo Wanderers |

| Cerro       | 4–0 | Defensor             |
| Danubio     | 6–1 | Racing               |
| Nacional    | 4–0 | Montevideo Wanderers |
| Peñarol     | 1–0 | Rampla Juniors       |
| Sud América | 2–1 | Fénix                |

| Defensor       | 0–0 | Sud América          |
| Nacional       | 1–0 | Cerro                |
| Peñarol        | 3–0 | Fénix                |
| Racing         | 4–1 | Montevideo Wanderers |
| Rampla Juniors | 3–0 | Danubio              |

| Cerro    | 4–0 | Sud América          |
| Danubio  | 1–1 | Fénix                |
| Defensor | 1–0 | Racing               |
| Nacional | 1–0 | Rampla Juniors       |
| Peñarol  | 2–1 | Montevideo Wanderers |

| Cerro                | 6–2 | Racing      |
| Danubio              | 1–1 | Peñarol     |
| Defensor             | 0–0 | Nacional    |
| Rampla Juniors       | 4–2 | Sud América |
| Montevideo Wanderers | 2–1 | Fénix       |

| Cerro    | 1–0 | Montevideo Wanderers |
| Danubio  | 2–1 | Sud América          |
| Defensor | 0–0 | Rampla Juniors       |
| Nacional | 1–1 | Peñarol              |
| Racing   | 2–1 | Fénix                |

| Cerro    | 4–2 | Rampla Juniors       |
| Danubio  | 1–1 | Montevideo Wanderers |
| Defensor | 0–0 | Fénix                |
| Nacional | 2–1 | Racing               |
| Peñarol  | 4–0 | Sud América          |

## Tabla del descenso
El recién ascendido Defensor, quien duplicaba los puntos, logró permanecer en Primera División, terminando penúltimo en la tabla del descenso.
Por otra parte, el equipo de Liverpool fue campeón de la Divisional B y ascendió para jugar en Primera División del año siguiente.
| Pos. | Equipo               | Pts. 1965 | Pts. 1966 | Total |
| ---- | -------------------- | --------- | --------- | ----- |
| 1º   | Peñarol              | 32        | 26        | 58    |
| 2º   | Nacional             | 27        | 28        | 55    |
| 3º   | Cerro                | 25        | 23        | 48    |
| 4º   | Danubio              | 17        | 22        | 39    |
| 5º   | Rampla Juniors       | 17        | 22        | 39    |
| 6º   | Racing               | 19        | 10        | 29    |
| 7º   | Fénix                | 18        | 10        | 28    |
| 8º   | Sud América          | 11        | 14        | 25    |
| 9º   | Defensor             | 1a B      | 12        | 24    |
| 10º  | Montevideo Wanderers | 7         | 13        | 20    |